# 小行星42748
小行星42748（42748 Andrisani）是一颗绕太阳运转的小行星，为主小行星带小行星。该小行星于1998年9月21日发现。
該小行星以義大利牙科醫生、業餘天文學家多納托·安德里薩尼（Donato Andrisani）命名。

## 轨道参数
小行星42748的轨道半长轴为2.8528351 UA，离心率为0.252。